# タレント (単位)
タレント (talent) とは、古代ギリシャ、古代ローマなど、古代地中海世界で使われた質量の単位。また、通貨単位としても使われた。

## 解説
古代ギリシャではタラントン (talanton)、古代ローマではタレントまたはタレントゥム (talentum) と呼ばれ、日本ではタレント、タラントなど表記ゆれが見られる。
本来「1アンフォラ（おおむね26リットル）の水の重さ」という単位であるが、時代・場所によって重さは違ってきている。時代が下るにつれ通貨の単位として使われるようになり、古代ギリシャにおいては「6000ドラクマ」とされ、これは銀26キログラムに相当した。また、金の重さの単位として使われ、「人の重さ程度（おおむね50キログラム程度）」とされるが、正確には33キログラム程度とする説もある。
日本では、マタイによる福音書に「タレントのたとえ話」（第25章 14節から30節）に出てくる単位として知られている。この場合「1タレント＝数千デナリウス銀貨（古代ローマの銀貨）」とされ、「1デナリウス銀貨＝1日の賃金」とされることから、数年から数十年分の収入というかなりの高額となる。
また、この「タレントのたとえ話」で、「その『能力に応じて』、タレントを預けた」とされることから、英語のtalent（才能、能力）の語源となった。